# 高丽忠穆王
高丽忠穆王（：／ Goryeo Chungmok-wang；1337年—1348年），是高丽王朝第29任君主（1344年—1348年在位），姓王，讳昕（：／ Wang Heun），蒙古名字八思麻朵儿只。忠惠王长子，為德寧公主亦憐真班所生。
王昕曾經長期在元大都充任元朝皇帝的宿衛。1343年，忠惠王因為無道而被綁架到元大都問罪。資政院使高龍普（高麗人）抱王昕朝見元順帝。元顺帝问他是以自己的父亲还是母亲为榜样。王昕选择了母亲。元顺帝高兴地称赞他明事理，并立他为高丽君主，是為忠穆王。
忠穆王繼位後由德寧公主攝政，一改先王的弊政，將先王寵信的佞臣全部罷免。同時任命了一些賢臣，並將忠惠王建造的新宮拆毀，改建為崇文館。對祿科田的制度的弊端進行改革，設立賑濟都監救濟百姓。閔漬等增修《編年綱目》，下令編纂忠烈王、忠宣王、忠肅王三代的實錄。
1346年又整治都監。由於元朝奇皇后的族弟奇三萬非法奪占他人田地，被下獄死。元朝因此遣使前來調查，罷免了一些官員，並任命王煦為判事，下令整治都監。
1347年，忠穆王向元朝朝廷請求先王的諡號，但被元廷拒絕了。於是又遣金那海前往元朝，請求改正先王之罪。不久忠穆王就逝世了，葬於明陵，諡顯孝大王（：／ Hyeonhyo daewang），元朝賜諡忠穆。庶弟忠定王繼位。

## 家庭
- 父：忠惠王
- 母：德寧公主
- 庶兄弟：忠定王

## 腳註
1. ↑  其蒙古名字來源於藏語，在藏語中是「蓮花金剛」之意（藏語：པདྨ་རྡོ་རྗེ་，威利转写：padma rdo rje，藏语拼音：Bäma Dorji）。其中「八思麻」意思是「蓮花」，「朵兒只」（現多譯作「多吉」或「多傑」）意思是「金剛」，寓意著永恆。[1][2]

### 引用
1. ↑  范永聰. . 香港教育圖書公司. 2009: 58  [2021-05-19]. ISBN 9789882003019. （原始内容存档于2021-05-19）.
2. ↑  蕭啟慶，《元麗關係中的王室皇姻與强權政治》，122~123頁。